# Domenico Siciliani
Il conte Domenico Siciliani (Cirò, 1º maggio 1879 – Roma, 6 maggio 1938) è stato un generale italiano.

## Biografia
Nato a Cirò in Calabria da famiglia di origine napoletana, frequentò l'Accademia militare di Modena, terminandola nel 1898, e successivamente la scuola superiore di guerra di Torino. In qualità di capitano, partecipò alla guerra italo-turca; per le sue azioni nei combattimenti a Derna fu poi insignito della medaglia d'argento al valore militare. Partecipò ai soccorsi alla popolazione marchigiana colpita dal terremoto del 1913.
Avanzò di grado durante i combattimenti della prima guerra mondiale: inizialmente dispiegato sul fronte italiano, nel 1916 fu capo di stato maggiore in Albania, partecipando all'azione di salvataggio dell'esercito serbo e del re Pietro dopo la sconfitta subita durante l'offensiva del Kosovo. Rientrò in Italia nel 1917 e, dopo la ritirata di Caporetto, fu incaricato della direzione dell'Ufficio stampa e propaganda del Regio Esercito. Incaricato di redigere i bollettini di guerra, fu l'autore materiale del Bollettino della Vittoria del 4 novembre 1918.
Nel dopoguerra svolse vari incarichi nel Regio Esercito: collaborò con Pietro Badoglio nel 1920, fu addetto militare a Rio de Janeiro nel 1924, fu aiutante di campo del re Vittorio Emanuele III fino al 1926, quando fu incaricato del comando dei Cacciatori delle Alpi.
Dal 1º gennaio 1929 al marzo 1930 fu governatore della Cirenaica e il 20 gennaio 1931 prese parte alla conquista italiana di Cufra, ultimo atto della riconquista della Libia contro i senussi e contro la resistenza di Omar al-Mukhtar. Dal 1930 al 1935 comandò il regio corpo truppe coloniali della Cirenaica e nel 1935-1936 comandò la 16ª Divisione di Fanteria di Fossalta.
Nel 1932 ottenne il titolo di conte da parte del re Vittorio Emanuele III.
Nel 1935 partecipò alla guerra d'Etiopia comandando la 16ª Divisione di Fanteria di Fossalta e, nell'Etiopia appena occupata, la 1ª Divisione CC.NN. "23 marzo" della Milizia Volontaria per la Sicurezza Nazionale (MVSN).
Richiamato in Italia nel 1936 comandò il Corpo d'Armata di Roma, dove morì nel 1938 a 59 anni da poco compiuti.

## Galleria d'immagini

Il generale Domenico Siciliani (in alto al centro) nell'oasi di Cufra sul castello di El-Tag nel 1931.
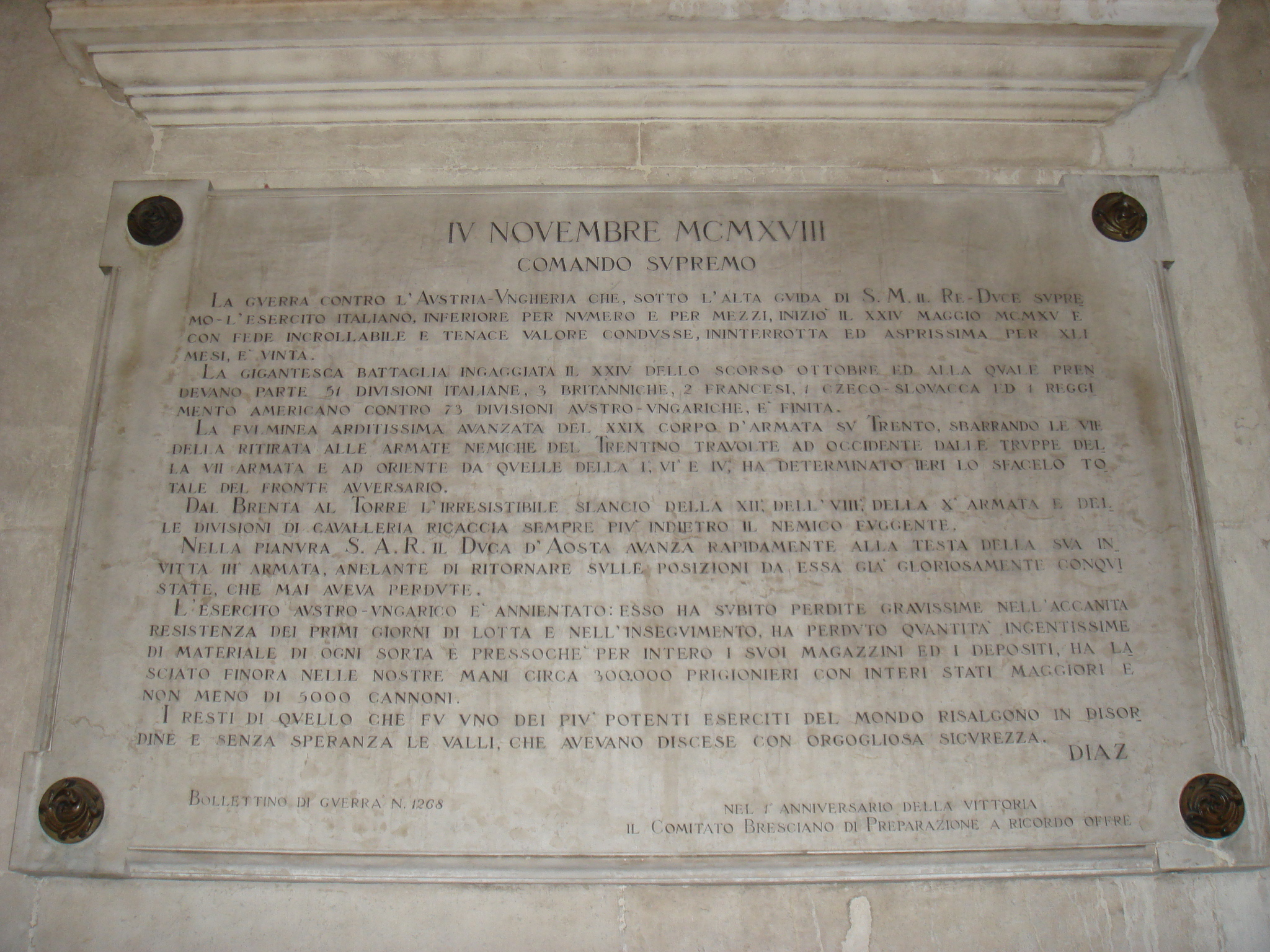
Lapide che ricorda il Bollettino della Vittoria nel Palazzo della Loggia di Brescia.